# Interleucina -1 alfa
La interleucina 1 alfa ( IL-1α ) también conocida como hematopoyetina 1 es una citocina de la familia de las interleucinas 1 que en los seres humanos está codificada por el gen IL1A . En general, la interleucina 1 es responsable de la producción de inflamación, así como de la promoción de la fiebre y la sepsis. Se están desarrollando inhibidores de IL-1α para interrumpir esos procesos y tratar enfermedades.
La IL-1α es producida principalmente por macrófagos activados , así como por neutrófilos , células epiteliales y células endoteliales. Posee actividades metabólicas, fisiológicas y hematopoyéticas y desempeña uno de los papeles centrales en la regulación de las respuestas inmunitarias. Se une al receptor de interleucina-1 . Está en la vía que activa el factor de necrosis tumoral alfa.

## Descubrimiento
La interleucina 1 fue descubierta por Gery en 1972. La llamó factor activador de linfocitos (LAF) porque era un mitógeno de linfocitos. No fue hasta 1985 que se descubrió que la interleucina 1 constaba de dos proteínas distintas, ahora llamadas interleucina-1 alfa e interleucina-1 beta .

## Nombres alternativos
IL-1α también se conoce como factor de activación de fibroblastos (FAF), factor de activación de linfocitos (LAF), factor de activación de células B (BAF), mediador endógeno de leucocitos (LEM), factor de activación de timocitos derivado de células epidérmicas (ETAF) ), inductor de amiloide A sérico o factor estimulante de hepatocitos (HSP), catabolina, hemopoyetina-1 (H-1), pirógeno endógeno (EP) y factor inductor de proteólisis (PIF).

## Interacciones
Se ha demostrado que IL1A interactúa con HAX1 (gen codificador de la  proteína X-1 asociada a HCLS1) , y NDN  (gen codificador de la necdina).
Aunque existen muchas interacciones de IL-1α con otras citocinas, la más consistente y clínicamente relevante es su sinergia con TNF . Tanto la IL-1α como el TNF son citocinas de fase aguda que actúan para promover la fiebre y la inflamación. De hecho, existen pocos ejemplos en los que no se haya demostrado el sinergismo entre IL-1α y TNFα . Estos incluyen radioprotección, reacción de Shwartzman, síntesis de PGE2 , comportamiento de enfermedad, producción de óxido nítrico , síntesis del factor de crecimiento nervioso , resistencia a la insulina , pérdida de masa corporal media y síntesis de IL-8 y quimiocinas . 
La traducción de ARNm para IL1A depende en gran medida de la actividad de mTOR .  IL1A y NF-κB se inducen mutuamente en un ciclo de retroalimentación positiva . 

## Actividad biológica

### In vitro
IL-1α posee un efecto biológico sobre las células en el rango picomolar a femtomolar. En particular, IL-1α produce:
- estimula los queratinocitos y macrófagos para la secreción inducida de IL-1α
- induce la síntesis de procolágeno tipo I y III[8]
- causa la proliferación de los fibroblastos, induce la colagenasa de secreción, induce reordenamientos de citoesqueleto , induce IL-6 y G-CSF secreción
- induce la síntesis de cicloxigenasa y la liberación de prostaglandina PGE2
- provoca la fosforilación de la proteína de choque térmico
- provoca la proliferación de células musculares lisas , queratinocitos y estimula la liberación de otras citocinas por parte de los queratinocitos
- induce la liberación de TNFα por las células endoteliales y la liberación de Ca2 + de los osteoclastos .
- estimula los hepatocitos para la secreción de proteínas de fase aguda
- induce la proliferación de células CD4 + , producción de IL-2 , coestimula células CD8 + / IL-1R +, induce la proliferación de células B maduras y la secreción de inmunoglobulinas
- destruye  un número limitado de tipos de células tumorales

### In vivo
Poco después de la aparición de una infección en el organismo, la IL-1α activa un conjunto de procesos de respuesta del sistema inmunológico . En particular, IL-1α:
- estimula la proliferación de fibroblastos
- induce la síntesis de proteasas , la posterior proteólisis muscular , la liberación de todo tipo de aminoácidos en sangre y *estimula la síntesis de proteínas de fase aguda
- cambia el contenido de iones metálicos del plasma sanguíneo aumentando el cobre y disminuyendo la concentración de zinc y hierro en la sangre
- induce la producción de factores SASP por las células senescentes como resultado de la actividad de mTOR [22] [23]
- aumenta los neutrófilos en sangre
- activa la proliferación de linfocitos e induce fiebre
- La IL-1α administrada tópicamente también estimula la expresión del factor de crecimiento de fibroblastos (FGF) y el factor de crecimiento epidérmico (EGF) , y la subsiguiente proliferación de fibroblastos y queratinocitos. Esto, más la presencia de un gran depósito de precursor de IL-1α en los queratinocitos, sugiere que la IL-1α liberada localmente puede desempeñar un papel importante y acelerar la cicatrización de heridas .